# Lamborghini Trattori

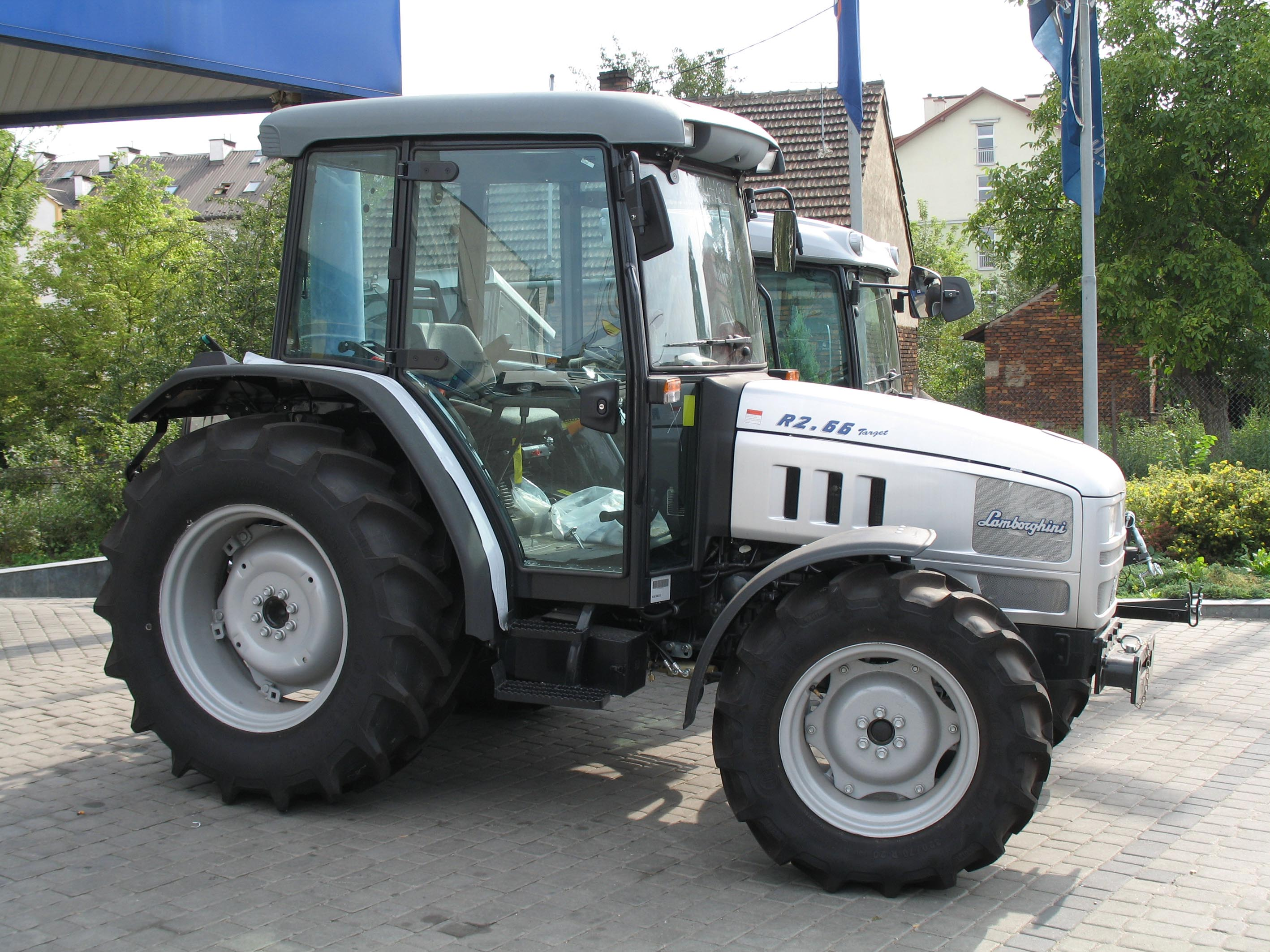
Traktor marki Lamborghini Trattori

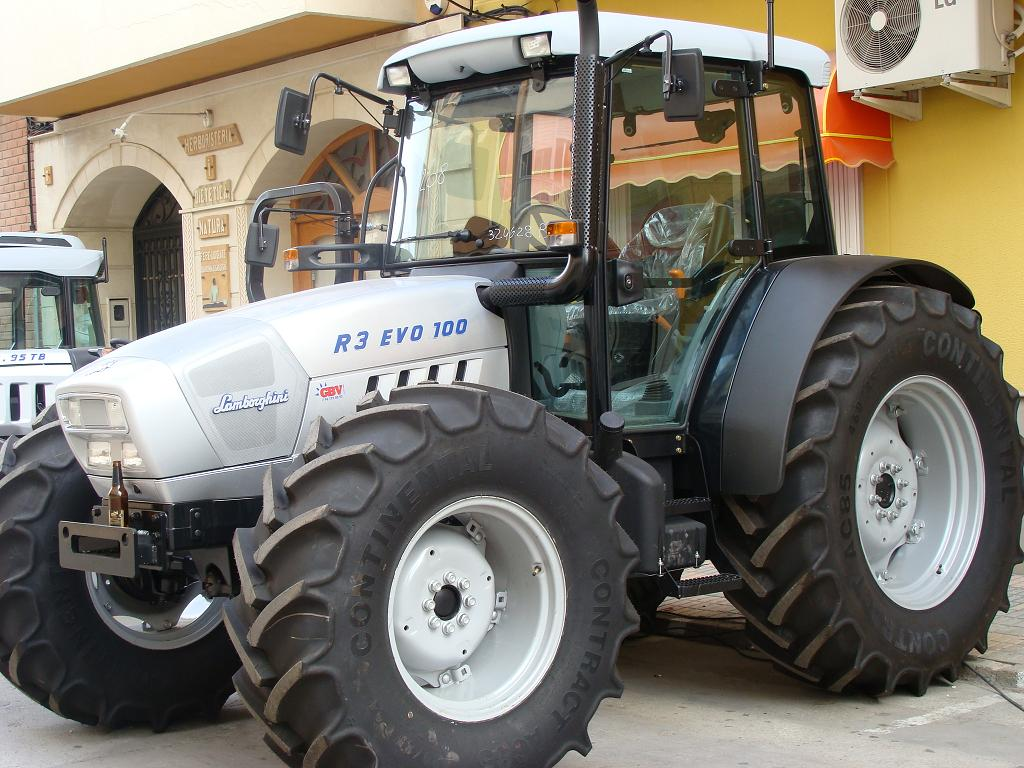
Ciągnik rolniczy marki Lamborghini Trattori

Lamborghini Trattori – włoski producent ciągników rolniczych z siedzibą w Cento. Obecnie jest własnością koncernu SAME Deutz-Fahr.
Przedsiębiorstwo zostało założone w 1948 roku przez Ferruccio Lamborghiniego. Początkowo ciągniki rolnicze budowane były w oparciu o sprzęt wojskowy pozostały po II wojnie światowej. W 1949 roku powstał pierwszy seryjny traktor marki o nazwie Carioca, a w 1954 roku zbudowany ciągnik gąsienicowy. Zarobiona fortuna pozwoliła Ferrucciemu w 1963 roku na otwarcie firmy Automobili Lamborghini, produkującej samochody sportowe. W 1969 roku Lamborghini Trattori stał się największym producentem traktorów we Włoszech. Na początku lat siedemdziesiątych XX wieku, podczas kryzysu gospodarczego, spółka sprzedała część swoich udziałów (czyli 72 procent) konkurencyjnemu koncernowi SAME. Obecnie Lamborghini Trattori oferuje swoim klientom duży wybór ciągników rolniczych co roku wprowadzając nowe modele maszyn.